# Druhá krize v Tchajwanské úžině
Druhá krize v Tchajwanské úžině (TZ: 八二三砲戰; ZZ: 八二三炮战; pinyin: bā'èrsān pào zhàn; česká transkripce: pa-er-san pchao čan) je název pro ozbrojený konflikt, který se odehrál na podzim roku 1958 mezi armádou Čínské lidové republiky (ČLR) a armádou Čínské republiky v oblasti pobřežních ostrovů Ma-cu a Ťin-men v Tchajwanském průlivu.
Druhá krize v Tchajwanské úžině je jeden z řady konfliktů mezi Komunistickou stranou Číny a nacionalistickým Kuomintangem navazujících na Čínskou občanskou válku.

## Příčiny konfliktu
Druhou krizi v Tchajwanské úžině způsobila zejména vojenská přítomnost vojsk a eskalace napětí ze strany Kuomintangu a USA. Pevninská Čína pod vedením Mao Ce-tunga v době „Velkého skoku vpřed“ nebyla příliš připravena na vojenský konflikt. Zejména od roku 1958 však zvyšoval vůdce Kuomintangu Čankajšek množství zbraní na ostrovech Ťinmen a Matsu. Ťinmen se stal ústředním bodem krize, jelikož byl v první řadě jedním z ostrovů v bezprostřední blízkosti pevniny. 
Tento ostrov byl v roce 1949 obsazen Kuomintangem během jeho úprku na Tchaj-wan. Faktem je, že tyto ostrovy byly a stále jsou nenahraditelné pro útok Kuomintangu na pevninskou Čínu a pro její znovudobytí. Proto byla okupace těchto ostrovů Čankajškovou armádou přímým ohrožením pevninské Číny. Posilování vojenských posádek ze strany Kuomintangu, s podporou USA, se tak stal faktorem, jež přispěl ke zvyšování napětí mezi pevninskou Čínou a provincií Tchaj-wan.
Toto napětí následně vzrostlo v již druhý konflikt v Tchajwanské úžině.

## Konflikt
Bylo jen otázkou času, než incidenty přerostou ve velký ozbrojený konflikt. Jako reakci na přítomnost amerického námořnictva v Tchajwanském průlivu se ČLR rozhodla rozšířit své pásmo teritoriálních vod na 12 námořních mil. Ze strany USA však nedošlo k respektování tohoto pásma, proto ČLR při každém narušení svých teritoriálních vod vydala „vážné varování“. Počet těchto varování dosahoval trojciferných čísel. 
V 5:30 ráno 23. srpna 1958 začalo dělostřelectvo Čínské lidové osvobozenecké armády (ČLOA) ostřelovat ostrov Ťin-men, načež následovala odvetná reakce ze strany kuomintangské armády. Hrozilo nebezpečí zapojení armád spojenců obou znepřátelených stran (tedy USA a SSSR), což by mohlo vyústit až v rozsáhlý konflikt a použití jaderných zbraní.
Spojené státy zareagovaly na tchajwanskou žádost o pomoc, americký prezident Dwight D. Eisenhower během operace Black Magic nařídil do oblasti přesunout plavidla Sedmé flotily amerického námořnictva, aby pomohly kuomintangské vládě chránit zásobovací linky na ostrovy. Podle svých závazků vyplývajících ze Smlouvy o vzájemné obraně mezi Tchaj-wanem a USA z roku 1954, která se nevztahovala na ostrovy Ma-cu a Ťin-men, se americká armáda angažovala pouze ve vyzbrojování (především tchajwanských leteckých a námořních sil) a v zabezpečování námořních cest. 
Snižující se zásoby střeliva ČLOA po intenzivním bombardování ostrovů a vojenská (převážně letecká) převaha tchajwanského vojska vedly nakonec ke snaze vyřešit konflikt diplomatickou cestou. Krize prakticky ustála 6. října 1958 poté, co ministr obrany ČLR Pcheng Te-chuaj nabídl mírové urovnání s kuomintangskými nacionalisty.
Při přestřelce bylo zabito přibližně 2500 vojáků Čínské republiky a 200 vojáků Čínské lidové republiky. Hlavním cílem provokace v Tchajwanské úžině nebylo obsazení pobřežních ostrovů, nýbrž zjistit, kam až jsou ochotny USA zajít při ochraně Tchaj-wanu a na kolik se může ČLR spolehnout na podporu ze strany SSSR. Výsledek konfliktu posílil tendence ČLR získat vlastní jadernou zbraň. 

## Dozvuky krize
Po skončení krize pokračovaly obě strany střídavě v liché a sudé dny ve vzájemném bombardování letáky a pamflety obsahujícími propagandistická hesla. Tento podivný způsob neformální výměny názorů pokračoval až do normalizace diplomatických vztahů mezi Spojenými státy a Čínskou lidovou republikou v roce 1979. 